# Syndyas selinda
Syndyas selinda är en tvåvingeart som beskrevs av Smith 1969. Syndyas selinda ingår i släktet Syndyas och familjen puckeldansflugor.
Artens utbredningsområde är Zimbabwe. Inga underarter finns listade i Catalogue of Life.